# Carry Out
Carry Out is een nummer van de Amerikaanse producer en rapper Timbaland uit 2010, in samenwerking met de Amerikaanse zanger Justin Timberlake. Het is de derde single van Timbaland Presents Shock Value II, het derde studioalbum van Timbaland.
Het nummer was Timbalands favoriete track op het album. Hij wilde met dit nummer een "2010-versie" maken van Drop It Like It's Hot van Snoop Dogg en Pharrell Williams. "Carry Out" werd in een aantal landen een (bescheiden) hit. Zo bereikte het de 11e positie in de Amerikaanse Billboard Hot 100. In de Nederlandse Top 40 bereikte de plaat een 19e positie, terwijl het in Vlaanderen de 14e positie in de Tipparade haalde.

## Tracklijst
- Muziekdownload

1. "Carry Out" (New version) – 3:52
2. "Carry Out" (Chew Fu No MSG Fix Extended) – 4:25
3. "Carry Out" (Chew Fu No MSG Fix Radio) – 3:33
4. "Carry Out" (Chew Fu No MSG Fix Instrumental) – 3:54
5. "Carry Out" (Instrumental) – 3:55

- Cd-single

1. "Carry Out (albumversie) – 3:53
2. "Carry Out" (Chew Fu No MSG Fix Remix) – 3:34